# Кріс Сунуну
Крістофер Т. "Кріс" Сунуну (англ. Christopher T. "Chris" Sununu; нар. 5 листопада 1974, Сейлем, Нью-Гемпшир) — американський політик-республіканець, губернатор штату Нью-Гемпшир з 2017 р. Син колишнього губернатора Нью-Гемпширу, глави адміністрації президента Джорджа Буша-старшого Джона Генрі Сунуну і молодший брат колишнього сенатора США від Нью-Гемпширу Джона Едварда Сунуну.
У 1998 р. отримав ступінь бакалавра в Массачусетському технологічному інституті. З 1998 по 2006 рр. працював інженером-екологом. З 2006 по 2010 рр. був власником і керівником Sununu Enterprises в Ексетері, Нью-Гемпшир. У 2010 р. став головним виконавчим директором Waterville Valley Resort.
У 2010 р. він був обраний членом Виконавчої ради Нью-Гемпширу.
Сунуну одружений, має трьох дітей.